# Bột cận
Bột cận (tiếng Trung: 勃堇; Tiếng Nữ Chân: ; Lỗi Lua trong Mô_đun:IPA tại dòng 52: invalid option '%T' to 'format'.) là tên gọi của các thủ lĩnh các bộ lạc người Nữ Chân trước khi nhà Kim thành lập. Sang thời Thanh, danh xưng Bối lặc là phát âm khác của Bột cận.
Khi nhà Kim thành lập, Bột cận trở chức quan kiêm nhiệm cả vai trò hành chính lẫn quân sự: Vạn phu trưởng gọi là Thắc mẫu bột cận (tiếng Trung: 忒母勃堇), Thiên phu trưởng gọi là Mãnh an bột cận (tiếng Trung: 猛安勃堇), Bách phu trưởng gọi là Mưu khắc bột cận (tiếng Trung: 謀克勃堇), Ngũ thập phu trưởng gọi là Bồ liễn bột cận (tiếng Trung: 蒲輦勃堇).